# Dugger
Dugger é uma cidade  localizada no estado americano de Indiana, no Condado de Sullivan.

## Demografia
Segundo o censo americano de 2000, a sua população era de 955 habitantes.
Em 2006, foi estimada uma população de 947, um decréscimo de 8 (-0.8%).

## Geografia
De acordo com o United States Census Bureau tem uma área de
1,5 km², dos quais 1,5 km² cobertos por terra e 0,0 km² cobertos por água. Dugger localiza-se a aproximadamente 158 m acima do nível do mar.

## Localidades na vizinhança
O diagrama seguinte representa as localidades num raio de 20 km ao redor de Dugger.